# Haus Zoppenbroich

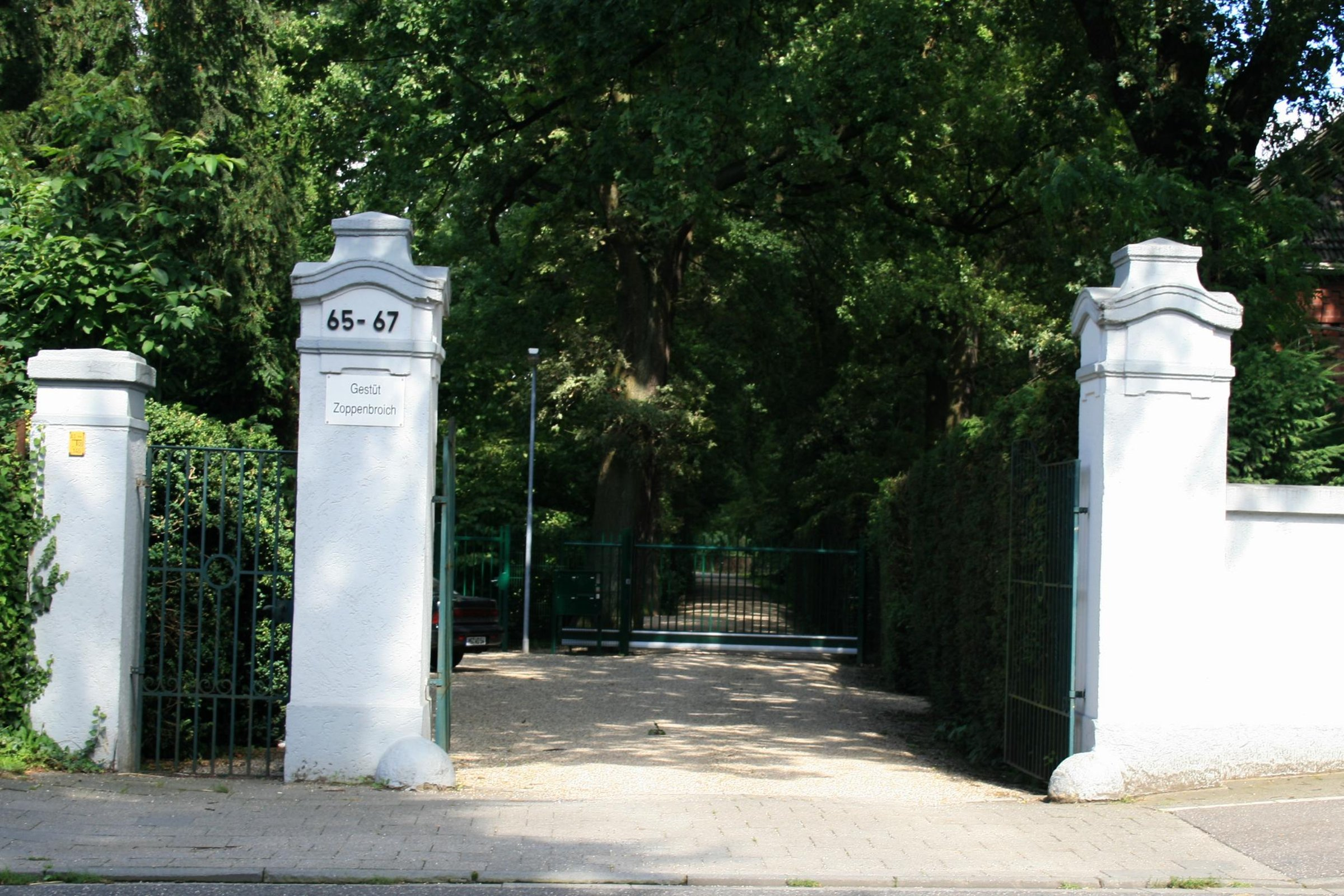
Eingangstor Villa Bresges

Haus Zoppenbroich ist eine Wasserschloss-Anlage an der Niers im Mönchengladbacher Stadtteil Rheydt.

## Geschichte
Haus Zoppenbroich, das aus einer einfachen Hofanlage hervorgegangen ist, gehört zu den jüngeren Herrenhäusern des 16. Jahrhunderts. Die Anlage war zu Beginn eine Hofanlage und Burglehn der Grafschaft Liedberg sowie später kurkölnisches Mannlehen.
Im 14. Jahrhundert werden Rabodo von Zoppenbroich sowie die Familie von Schlickum als Besitzer des Hofes namentlich erwähnt. Im Jahre 1405 gelangte Haus Zoppenbroich mit der gleichnamigen Unterherrschaft Zoppenbroich in den Besitz des Freiherren Arnold von Honselaer. Letzte Besitzerin der Familie war die kinderlose Eva von Honselaer. Sie teilte ihren Besitz in vier Teile und vermachte ihn den Armen von Giesenkirchen, Gladbach, Willich und Morenscheid. Verwaltet wurden diese Anteile von den jeweiligen Pfarreien.
Die Familie Quadt übernahm im Jahre 1566 für mehr als 100 Jahre das Anwesen mit seinen großen Ländereien. Nach der Zerstörung im Dreißigjährigen Krieg durch hessische und Weimarer Truppen wurde die Anlage als vierflügliges Gutshaus wiederaufgebaut.
Im 18. Jahrhundert fiel das Anwesen nach dem Tod des letzten Lehnsinhabers Ambrosius Franz von Virmont an Kurfürst Maximilian Friedrich von Köln zurück, der am 7. Juni 1767 die Pacht von Gut Zoppenbroich an den Odenkirchener Vogt Bouget genehmigte. Am 24. April 1789 wurde das Gut für weitere 12 Jahre seiner Witwe, Anna Katharina geb. Lindemann, zu Pacht gegeben, „weil der Ehegatte das Gut Zoppenbroich so merklich verbessert hat, aus Dank also und in der Hoffnung, daß auch die Wittwe Bouget sich das Beste der gemelten Güter ferner werde angelegen sein lassen.“
Die Rheydter Industriellenfamilie Lenssen erwarb Haus Zoppenbroich im Jahr 1807. In der zugehörigen Mühle wurde durch die Besitzer Lenssen eine Baumwollspinnerei eingerichtet. Bereits 20 Jahre später ging das Anwesen an die Familie Adam Bresges über. 1880 ersetzte der Besitzer Ernst Bresges Teile des Hauses Zoppenbroich durch einen historisierenden Neubau des Architekten Wilhelm Weigelt. Die Besitzerfamilie Bresges erweiterte in den Folgejahren die Spinnerei zu einem großen Familienunternehmen, das bis 1977 Bestand hatte.